# Contea di Dade (Georgia)
La contea di Dade (in inglese Dade County) è una contea dello Stato della Georgia, negli Stati Uniti. La popolazione al censimento del 2000 era di 15 154 abitanti. Il capoluogo di contea è Trenton.